# 배응기
배응기(裵應基, 1935년 1월 28일 ~ )은 대한민국의 정치인이다. 민선1·2기 부산 강서구청장이었다. 본관은 분성이며, 경상남도 김해시 출신이다.

## 학력
- 덕도국민학교 졸업
- 가락중학교 졸업
- 부산동성고등학교 졸업
- 부산대학교 산업대학원 전략과정 수료

## 경력
- 주한미 경제조정관실 근무
- 김해군 원예협동조합 이사
- 김해군 농촌지도자 연합회장
- 부산서여자상업고등학교 육성회장
- 가락농업협동 조합장
- 강동농업협동 조합장
- 대통령 선거인단 당선
- 새마을 영농기술자 부산시 연합회장
- 낙동중학교 육성회 부회장
- 사단법인 농민신문사 농협중앙회 감사
- 민주자유당 중앙상무위원
- 부산광역시 강서구 강동동 동장 (9년 7개월)
- 거산민족문화연구회 운영위원장
- 1995.07.01 ~ 1998.06.30 제6·7대 부산광역시 강서구청장
- 개발제한구역 전국제도개선협의회 회장
- 한국마사회 부산경남본부 본부장

## 역대 선거 결과
|  | 0% |

|  | 55.64% |

|  | 54.56% |

|  | 35.47% |

|  | 44.6% |

| 전임 소상보 | 제6·7대 부산광역시 강서구청장 1995년 7월 1일 ~ 2002년 6월 30일 | 후임 안병해 |